# GT4 European Trophy 2013
Navigation
Édition précédente Édition suivante
Le GT4 European Trophy 2013 est la sixième édition du GT4 European Cup. La saison débute le 25 mai à Silverstone et se termine le 13 octobre à Zandvoort.

## Calendrier
| Manche | Circuit                                | Date          |
| ------ | -------------------------------------- | ------------- |
| 1      | Circuit de Silverstone, Royaume-Uni    | 25–26 mai     |
| 2      | TT Circuit Assen, Pays-Bas             | 8–9 juin      |
| 3      | Circuit de Spa-Francorchamps, Belgique | 26–27 juillet |
| 4      | Anderstorp Raceway, Suède              | 17–18 août    |
| 5      | Circuit de Zandvoort, Pays-Bas         | 12–13 octobre |

## Résultats
| Manche | Manche | Circuit                      | Date       | Pole Position                            | Meilleur tour                           | Vainqueurs                               |
| ------ | ------ | ---------------------------- | ---------- | ---------------------------------------- | --------------------------------------- | ---------------------------------------- |
| 1      | M1     | Circuit de Silverstone       | 25 mai     | No.8 Ekris Motorsport                    | No.                                     | No.7 Pro Sport Performance               |
| 1      | M1     | Circuit de Silverstone       | 25 mai     | Ricardo van der Ende Bernhard van Oranje | Pays inconnu · Pays inconnu             | Jörg Viebahn Adam Christodoulou          |
| 1      | M2     | Circuit de Silverstone       | 26 mai     | No.                                      | No.                                     | No.9 Las Moras Racing Team               |
| 1      | M2     | Circuit de Silverstone       | 26 mai     | Pays inconnu                             | Pays inconnu                            | Duncan Huisman                           |
| 1      | M3     | Circuit de Silverstone       | 26 mai     | No.                                      | No.                                     | No.8 Ekris Motorsport                    |
| 1      | M3     | Circuit de Silverstone       | 26 mai     | Pays inconnu                             | Pays inconnu                            | Bernhard van Oranje                      |
| 2      | M1     | TT Circuit Assen             | 8 juin     | No.9 Las Moras Racing Team               | No.9 Las Moras Racing Team              | No.9 Las Moras Racing Team               |
| 2      | M1     | TT Circuit Assen             | 8 juin     | Duncan Huisman                           | Duncan Huisman                          | Duncan Huisman                           |
| 2      | M2     | TT Circuit Assen             | 9 juin     | No.8 Ekris Motorsport                    | No.                                     | No.8 Ekris Motorsport                    |
| 2      | M2     | TT Circuit Assen             | 9 juin     | Bernhard van Oranje                      | Pays inconnu                            | Bernhard van Oranje                      |
| 2      | M3     | TT Circuit Assen             | 9 juin     | No.8 Ekris Motorsport                    | No.                                     | No.9 Las Moras Racing Team               |
| 2      | M3     | TT Circuit Assen             | 9 juin     | Ricardo van der Ende Bernhard van Oranje | Pays inconnu · Pays inconnu             | Luc Braams Duncan Huisman                |
| 3      | M1     | Circuit de Spa-Francorchamps | 26 juillet | No.12 Las Moras Racing Team              | No.                                     | No.12 Las Moras Racing Team              |
| 3      | M1     | Circuit de Spa-Francorchamps | 26 juillet | Max Braams                               | Pays inconnu                            | Max Braams                               |
| 3      | M2     | Circuit de Spa-Francorchamps | 27 juillet | No.12 Las Moras Racing Team              | No.                                     | No.8 Ekris Motorsport                    |
| 3      | M2     | Circuit de Spa-Francorchamps | 27 juillet | Max Braams Bertus Sanders                | Pays inconnu · Pays inconnu             | Ricardo van der Ende Bernhard van Oranje |
| 3      | M3     | Circuit de Spa-Francorchamps | 27 juillet | No.9 Las Moras Racing Team               | No.                                     | No.9 Las Moras Racing Team               |
| 3      | M3     | Circuit de Spa-Francorchamps | 27 juillet | Duncan Huisman                           | Pays inconnu                            | Duncan Huisman                           |
| 4      | M1     | Anderstorp Raceway           | 17 août    | No.12 Las Moras Racing Team              | No.10 Ricknaes Motorsport               | No.12 Las Moras Racing Team              |
| 4      | M1     | Anderstorp Raceway           | 17 août    | Max Braams Bertus Sanders                | Philip Forsman Hakan Ricknaes           | Max Braams Bertus Sanders                |
| 4      | M2     | Anderstorp Raceway           | 18 août    | No.6 HDI Gerling                         | No.                                     | No.6 HDI Gerling                         |
| 4      | M2     | Anderstorp Raceway           | 18 août    | Kelvin Snoeks Maik Barten                | Pays inconnu · Pays inconnu             | Kelvin Snoeks Maik Barten                |
| 5      | M1     | Circuit de Zandvoort         | 12 octobre | No.8 Ekris Motorsport                    | No.                                     | No.18 Ekris Motorsport                   |
| 5      | M1     | Circuit de Zandvoort         | 12 octobre | André de Vries                           | Pays inconnu                            | PC van Oranje                            |
| 5      | M2     | Circuit de Zandvoort         | 13 octobre | No.8 Ekris Motorsport                    | No.                                     | No.9 Las Moras Racing Team               |
| 5      | M2     | Circuit de Zandvoort         | 13 octobre | Ricardo van der Ende                     | Pays inconnu                            | Duncan Huisman                           |
| 5      | M3     | Circuit de Zandvoort         | 13 octobre | Manche annulée à cause de fortes pluies  | Manche annulée à cause de fortes pluies | Manche annulée à cause de fortes pluies  |